# Callichroma velutinum
Espèce
Callichroma velutinum  est une espèce d'insectes coléoptères de la famille des Cerambycidae, de la sous-famille des Cerambycinae et de la tribu des Callichromatini.

## Dénomination
Cette espèce a été décrite par l'entomologiste danois Johan Christian Fabricius en 1775 sous le nom de Cerambyx velutinuss, puis reclassée en 1816 par Pierre André Latreille' dans le genre Callichroma ; Callichroma velutinum  est l'appellation binominale qui fait référence.

### Synonymie
Synonymie :
- Cerambyx velutinus Fabricius, 1775 - protonyme
- Cerambyx spectabilis (Voet, 1778)
- Callichroma velutina (Fabricius) mauvaise orthographe par Audinet-Serville en 1833
- Callichroma velutinus (Fabricius) mauvaise orthographe par Lacordaire en 1869
- Callichroma porphyrogenitum (Bates, 1870)
- Callichroma nigricans (Aurivillius, 1908)
- Callichroma spectabile (Voet) par (Aurivillius, 1912)

## Répartition
Bolivie, Brésil, Guyana, Guyane, Pérou, Surinam et Vénézuela.

### Articles liés
- Callichromatini
- Liste des Cerambycinae de Guyane